# Neosardus rieki
Neosardus rieki är en tvåvingeart som beskrevs av Yeates 1996. Neosardus rieki ingår i släktet Neosardus och familjen svävflugor.
Artens utbredningsområde är Western Australia. Inga underarter finns listade i Catalogue of Life.